# PBZ Zagreb Indoors 2015.
PBZ Zagreb Indoors 2015. je bilo 10. izdanje turnira iz serije ATP 250 na tvrdoj podlozi, koje se održalo od 31. siječnja 2015. do 8. veljače 2015. Na turniru su nastupila 32 tenisača u pojedinačnoj konkurenciji i 16 tenisača u konkurenciji parova. Ždrijeb se održao u hotelu The Westin Zagreb načinom 28S / 16D, a direktorom turnira imenovan je Branimir Horvat. Nagradni fond turnira iznosio je rekordnih 494,310 €.

## Podjela bodova i novaca
| Tumač znakova: | P | Pobjednik | F | Finalist | PF | Polufinalist | ČF | Četvrtfinalist | N/A | Bez bodova |

### Podjela bodova
| Disicplina  | P   | F   | PF | ČF | 1/16 | 1/32 | Q   | Q3  | Q2  | Q1  |
| Pojedinačno | 250 | 150 | 90 | 45 | 20   | 0    | 12  | 6   | 0   | 0   |
| Parovi      | 250 | 150 | 90 | 45 | 0    | N/A  | N/A | N/A | N/A | N/A |

### Podjela novaca
| Disciplina  | P       | F       | PF      | ČF      | 1/16   | 1/32   | Q3   | Q2   | Q1  |
| Pojedinačno | €80,000 | €42,100 | €22,800 | €12,990 | €7,655 | €4,535 | €730 | €350 | N/A |
| Parovi *    | €24,280 | €12,760 | €6,920  | €3,960  | €2,320 | N/A    | N/A  | N/A  | N/A |

* po paru 

## Ždrijeb u konkurenciji pojedinačno

### Nositelji
| Država     | Igrač                  | Plasman1 | Nositelj |
| ---------- | ---------------------- | -------- | -------- |
| Hrvatska   | Ivo Karlović           | 27.      | 1.       |
| Francuska  | Adrian Mannarino       | 36.      | 2.       |
| Španjolska | Guillermo García-López | 37.      | 3.       |
| Luksemburg | Gilles Müller          | 42.      | 4.       |
| Italija    | Andreas Seppi          | 46.      | 5.       |
| Rusija     | Mikhail Youzhny        | 49.      | 6.       |
| Srbija     | Viktor Troicki         | 54.      | 7.       |
| Španjolska | Marcel Granollers      | 58.      | 8.       |

 1 na dan 19. siječnja 2015. 

### Pozivnice
Sljedeći tenisači plasirali su se dobivanjem pozivnica od strane organizatora:
- Toni Androić
- Mate Delić
- Antonio Veić

Sljedeći tenisači plasirali su se prolaskom kvalifikacijskog ždrijeba:
- Matthias Bachinger
- Michael Berrer
- Frank Dancevic
- Ilija Marčenko

### Povlačenja i zamjene
- Simone Bolelli → zamjena Damir Džumhur
- Marin Čilić[5] → zamjena Jürgen Melzer
- Vasek Popisil → zamjena Blaž Kavčić
- Jiří Veselý → James Ward

## Ždrijeb u konkurenciji parova

### Nositelji
| Država      | Tenisač          | Država      | Tenisač          | Plasman1 | Nositelj |
| ----------- | ---------------- | ----------- | ---------------- | -------- | -------- |
| Švedska     | Robert Lindstedt | Poljska     | Marcin Matkowski | 41.      | 1.       |
| Hrvatska    | Marin Draganja   | Finska      | Henri Kontinen   | 77.      | 2.       |
| Njemačka    | Andre Begemann   | Nizozemska  | Robin Haase      | 86.      | 3.       |
| Bjelorusija | Sergey Betov     | Bjelorusija | Aleksandar Bury  | 188.     | 4.       |

 1 na dan 19. siječnja 2015. 

### Ostali pozivi
Sljedeći parovi plasirali su se izvlačenjem iz glavnog ždrijeba:
- Mate Delić /  Nikola Mektić
- Dino Marcan /  Antonio Šančić

## Pobjednici

### Pojedinačno
- Guillermo García-López[6] -  Andreas Seppi (7:6(7:4), 6:3)

### Parovi
- Marin Draganja[7] /  Henri Kontinen[7] -  Fabrice Martin /  Purav Raja (6:4, 6:4)

## Vanjske poveznice
- Službena stranica turnira